# Croton tacanensis
Croton tacanensis är en törelväxtart som beskrevs av Cyrus Longworth Lundell. Croton tacanensis ingår i släktet Croton och familjen törelväxter. Inga underarter finns listade i Catalogue of Life.